# Khalifa Keita
Khalifa Keita – mansa królestwa Mali w latach 1274–1275.
Jeden z trzech synów Sundiata Keita, obok Wali Keita i Ouati Keita, a także najmłodszy z rodzeństwa. Wstąpił na tron, po obalonym przez dion-sandigi bracie.
Jego rządy były bardzo krótkie i burzliwe. Według Ibn Chalduna, Khalifa Keita był umysłowo chory, co miało mieć odzwierciedlenie w jego sadyzmie przejawiającym się w strzelaniu z łuku do poddanych. Jego stan prawdopodobnie był wykorzystywany, przez zwalczające się koterie dworzan.
W trakcie jego panowania, doszło do ucieczki Ali Kolen i Sujelmana Nari, zakładników z dynastii panującej w Gao. Przetrzymywani byli w Mali po podboju miasta za panowania Wali Keita. Ali Kolen przygotował na czas ucieczki zapasy, rozmyślnie ukryte w drodze do Gao, a także postarał się o mały oddział konny od ich ochrony. Wysłany za nimi pościg został rozbity, a po dotarciu do miasta ogłoszono powstanie nowej dynastii, a także secesję od królestwa Mali.
Te wybitnie niepomyślne informacje oraz sposób rządzenia przysporzyły Khalifa Keita wielu wrogów. Został szybko obalony przez zbuntowana ludność lub w wyniku ingerencji dion-sandigi.